# Chiesa di Santo Stefano (Sasso Marconi)
La chiesa di Santo Stefano è la parrocchiale di Borgonuovo-Pontecchio, circoscrizione amministrativa territoriale di Sasso Marconi nella città metropolitana di Bologna. Appartiene al vicariato di Sasso Marconi dell'arcidiocesi di Bologna e risale al XIV secolo.

## Storia

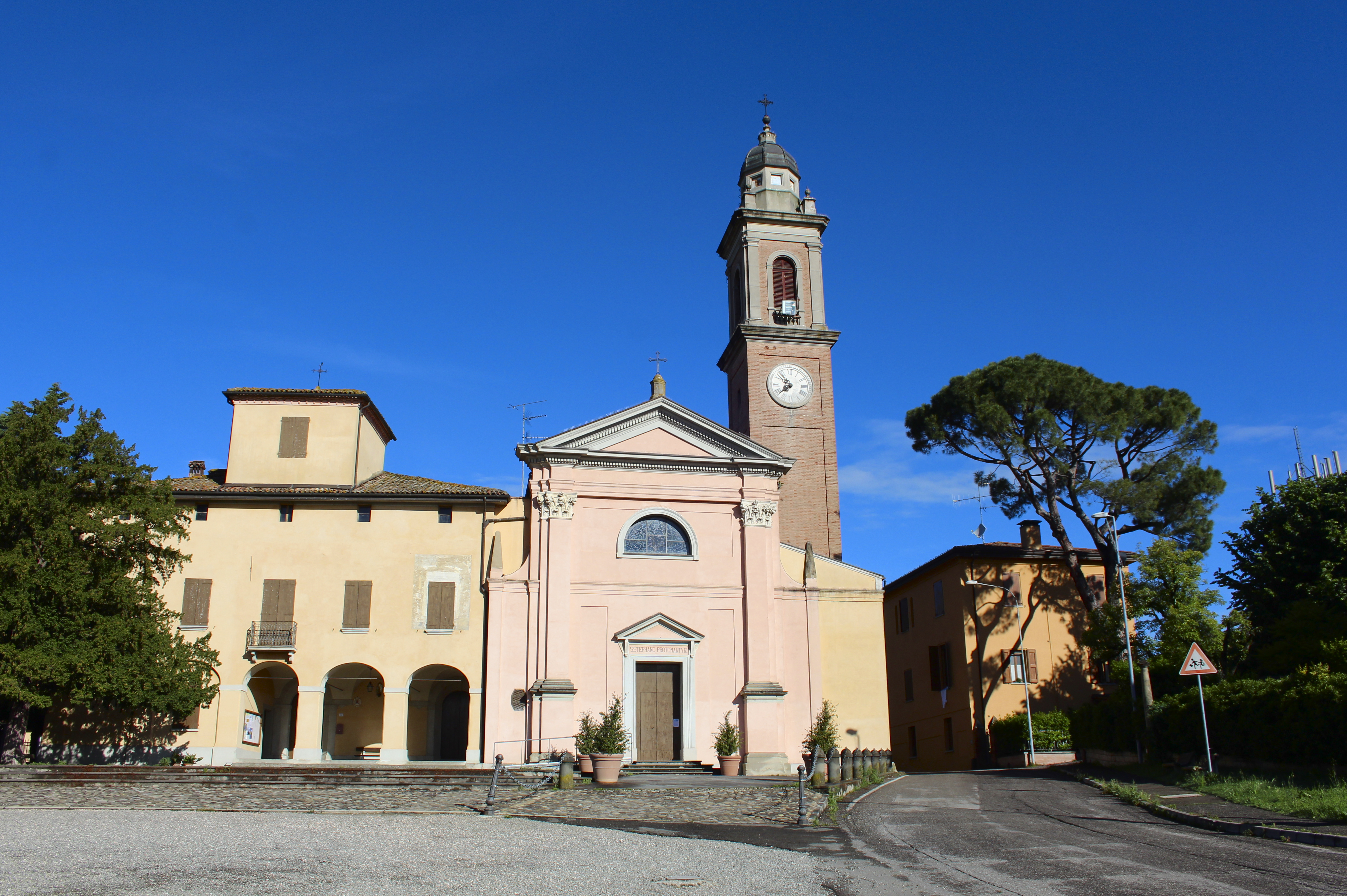
Complesso della chiesa di Santo Stefano

La storia dell'antica pieve a Pontecchio iniziò sicuramente prima del 1085 poiché venne citata in quell'anno e fu nuovamente ricordata attorno al 1300 quando fu descritta come chiesa madre di dodici chiese.
La prima documentazione di maggiore autorevolezza che la cita risale al 1311, e conferma che la pieve era esistente da tempo ed esercitava la sua giurisdizione sul territorio attorno, cioè sulle chiese di San Lorenzo e San Pietro di Castel del Vescovo (antico nome di Sasso Marconi), Moglio, Mongardino, Montechiaro, Nugareto, Tignano e Tizzano.
Per volontà di papa Pio V ebbe il titolo di abbazia a partire dal 1568, quando venne affidata ai canonici lateranensi della vicina chiesa di San Giovanni in Monte. Da quel momento svolse la funzione di monastero e alla sua direzione fu posto un abate dei canonici regolari della Congregazione del Santissimo Salvatore lateranense. L'unione alla chiesa di San Giovanni non fu accettata dai fedeli, che si opposero a lungo sollevando diversi problemi che ebbero una svolta solo quando papa Innocenzo X restituì la chiesa alla condizione precedente di pieve di Pontecchio. La questione non si risolse ancora, L'abate ed i canonici si opposero a loro volta e nel 1654 la sacra congregazione vescovile diede disposizioni al vescovo bolognese affinché ristabilisse la situazione della parrocchia.
Durante l'Ottocento l'edificio fu oggetto di importanti lavori di restauro, e l'orientamento subì una modifica. L'antico convento divenne la nuova canonica e la rinnovata facciata fu rivolta a est. Attorno alla metà del secolo l'edificio aveva la cappella maggiore e il coro, con un organo, e nella seconda metà del secolo gli interni vennero arricchiti di decorazioni in legno e stucco lavorati assumere un aspetto marmoreo e fu rifatta la pavimentazione della sala.
Negli anni trenta del XX secolo fu costruita, nella sala, una copia della grotta di Lourdes e nel decennio successivo furono realizzati affreschi e vennero posate nuove vetrate policrome. Gli ultimi interventi conservativi si sono avuti entro il XX secolo.

## Descrizione

### Esterni
Il complesso costituito dalla chiesa, dalla canonica e dalla torre campanaria si trova nella parte periferica di Pontecchio Marconi e si raggiunge attraverso un viale alberato. La canonica riveste importanza storica ed artistica poiché anticamente era sede di un monastero ed è riccamente decorata. Il prospetto principale della chiesa è a capanna con due spioventi di forme classicheggianti e con un grande frontone timpanato. Il portale è architravato e sormontato da un motivo che richiama il frontone superiore. La torre campanaria si trova in posizione arretrata, affiancata alla destra dell'edificio.

### Interni
La navata interna è unica ed ampliata da numerose cappelle laterali. La sala ha volta a botte. La grotta di Lourdes si trova nella prima nicchia sulla destra. Gli arredi sono in legno. Attraverso l'arco santo si accede al presbiterio leggermente rialzato. Ai lati di questo la sagrestia e la cappella che viene utilizzata per le celebrazioni minori.
Sull'altare maggiore la pala raffigura il Martirio di Santo Stefano, opera ottocentesca di scuola bolognese.